# Códice Santa María Tetelpan
El Códice Santa María de la Natividad Tetelpan, también conocido como el Códice Coyoacán, es uno de los varios Códices Techialoyan hechos entre los años 1700 y 1743. En 1948, R. H. Barlow integró este códice como parte del corpus de los códices Techialoyan. Este documento usa dibujos de indígenas y texto en náhuatl para establecer los derechos territoriales de la comunidad indígena de Tetelpan, fue redescubierto por Alberto García González, mismo que realizó una primera paleografía y traducción del nahuatl al español, además de hacer un trabajo de campo en el poblado de Tetelpan donde localizó los parajes y linderos que se describen en este códice.

## Origen

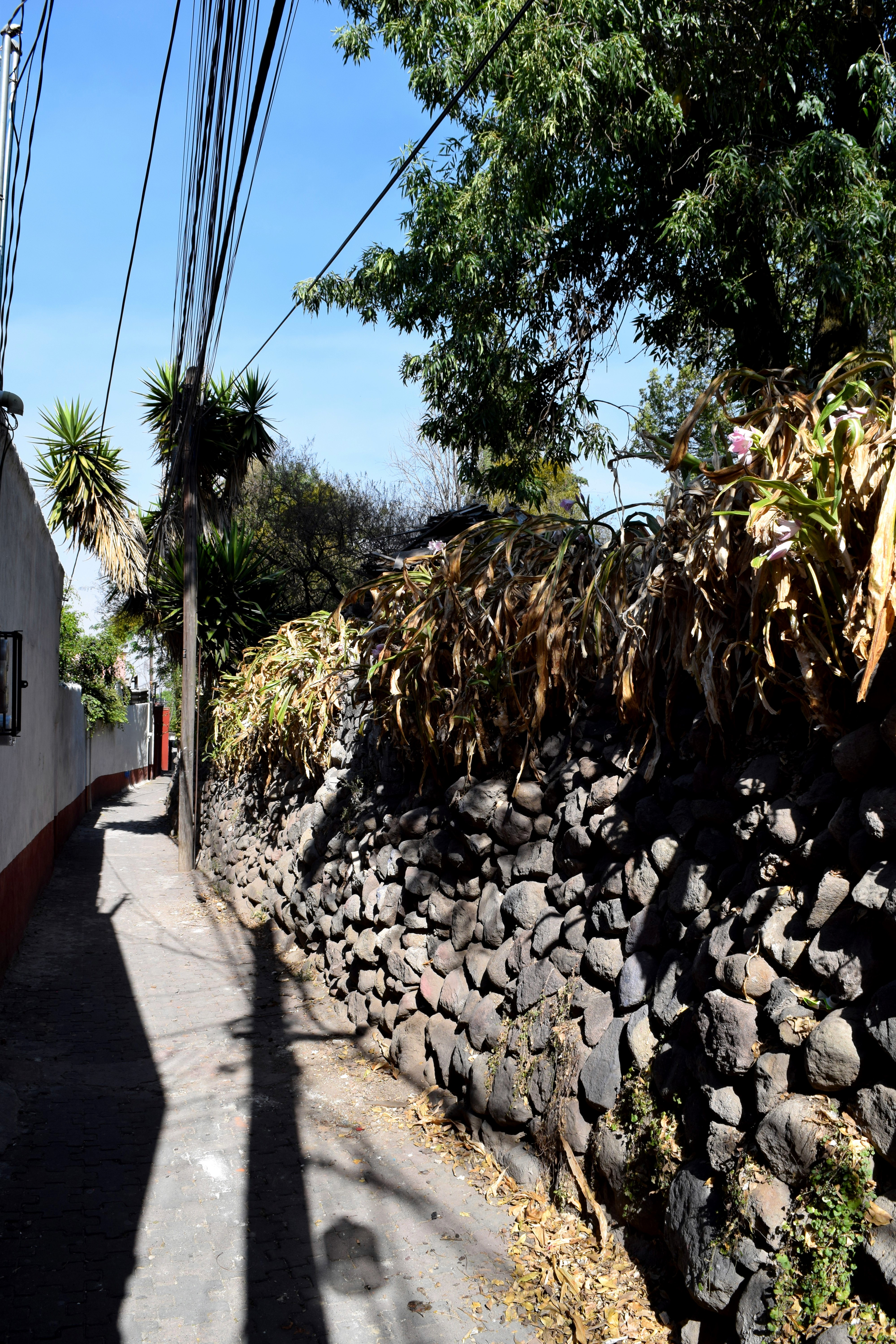
Tecorral prehispánico en Tetelpan.

El códice se origina cerca de Coyoacán, en el pueblo de origen prehispánico llamado Tetelpan, que hoy es un pequeño poblado semirrural en la montaña al sudoeste de la Ciudad de México. Esta preservado en la Biblioteca John Carter Brown en Providence, Rhode Island desde el año 1941.

## Descripción física
El códice consiste de 14 páginas que miden 24,6 cm por 21,25 cm. Las hojas del códice están hechas de papel amate, caracterizado por ser grueso, obscuro, y fibroso. A través del documento, la letra es grande y difícil de leer dado a la textura del papel y los daños que ha sufrido el documento.

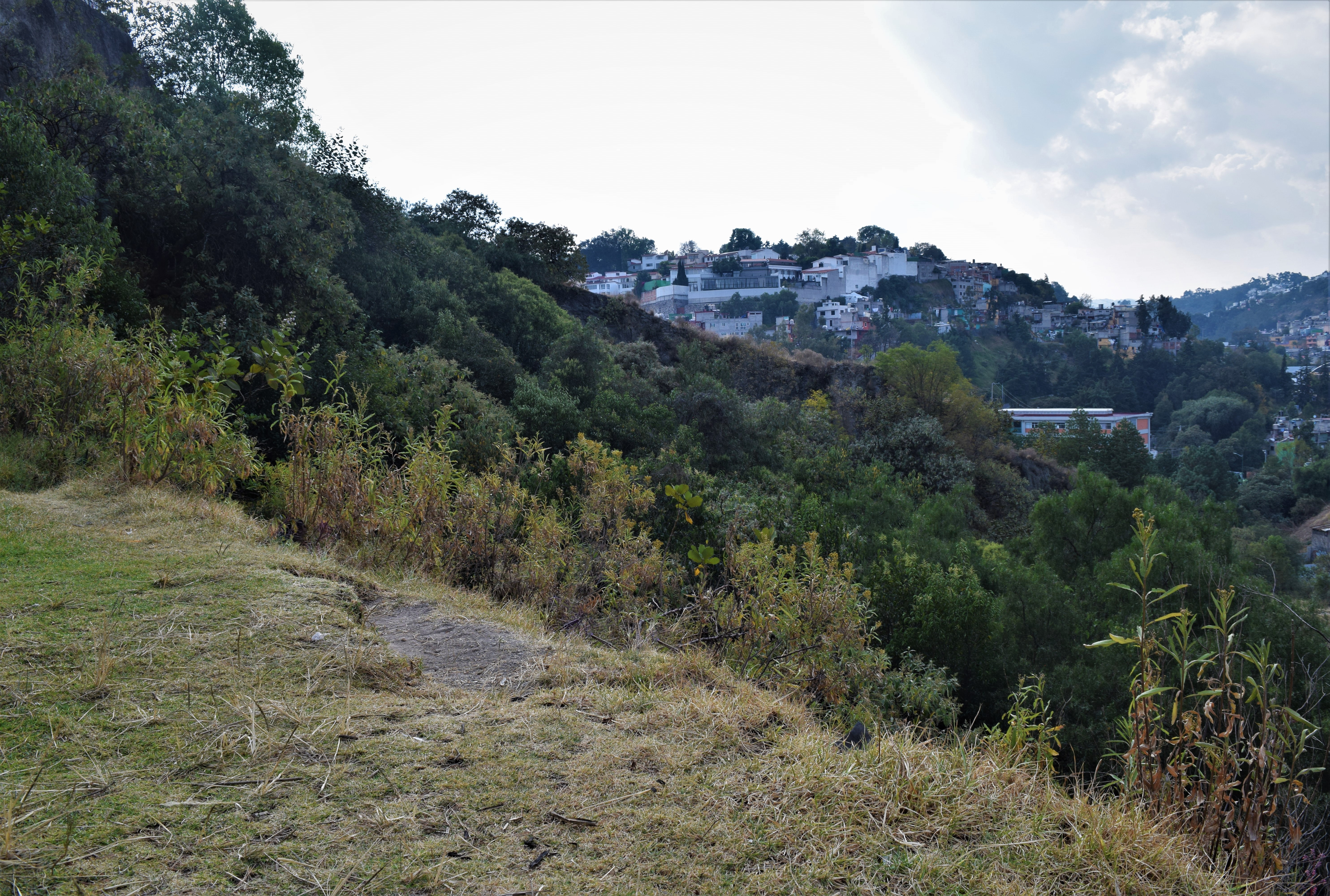
Laderas del poblado de Tetelpan.

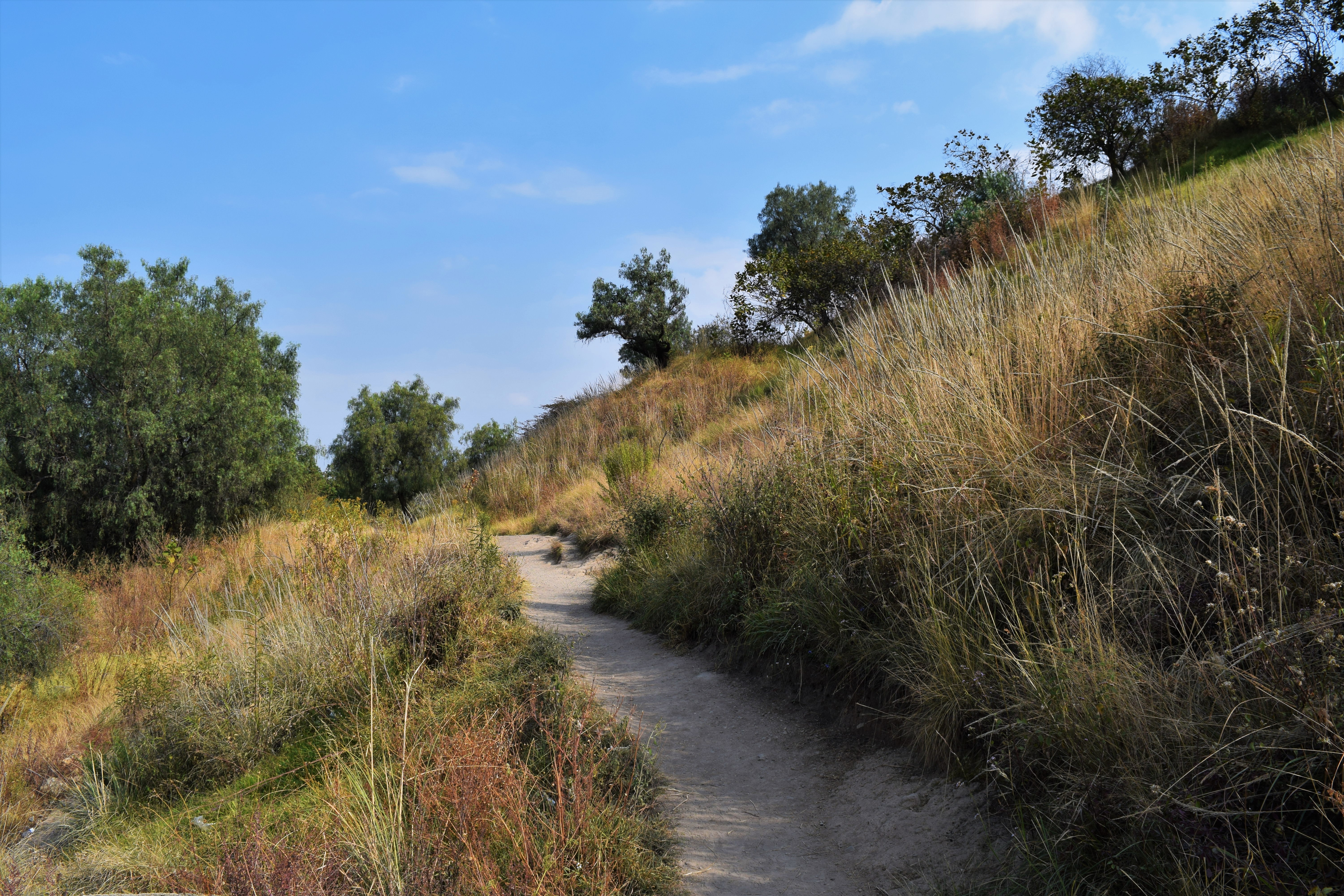
camino entre los lomerios.

## Galería

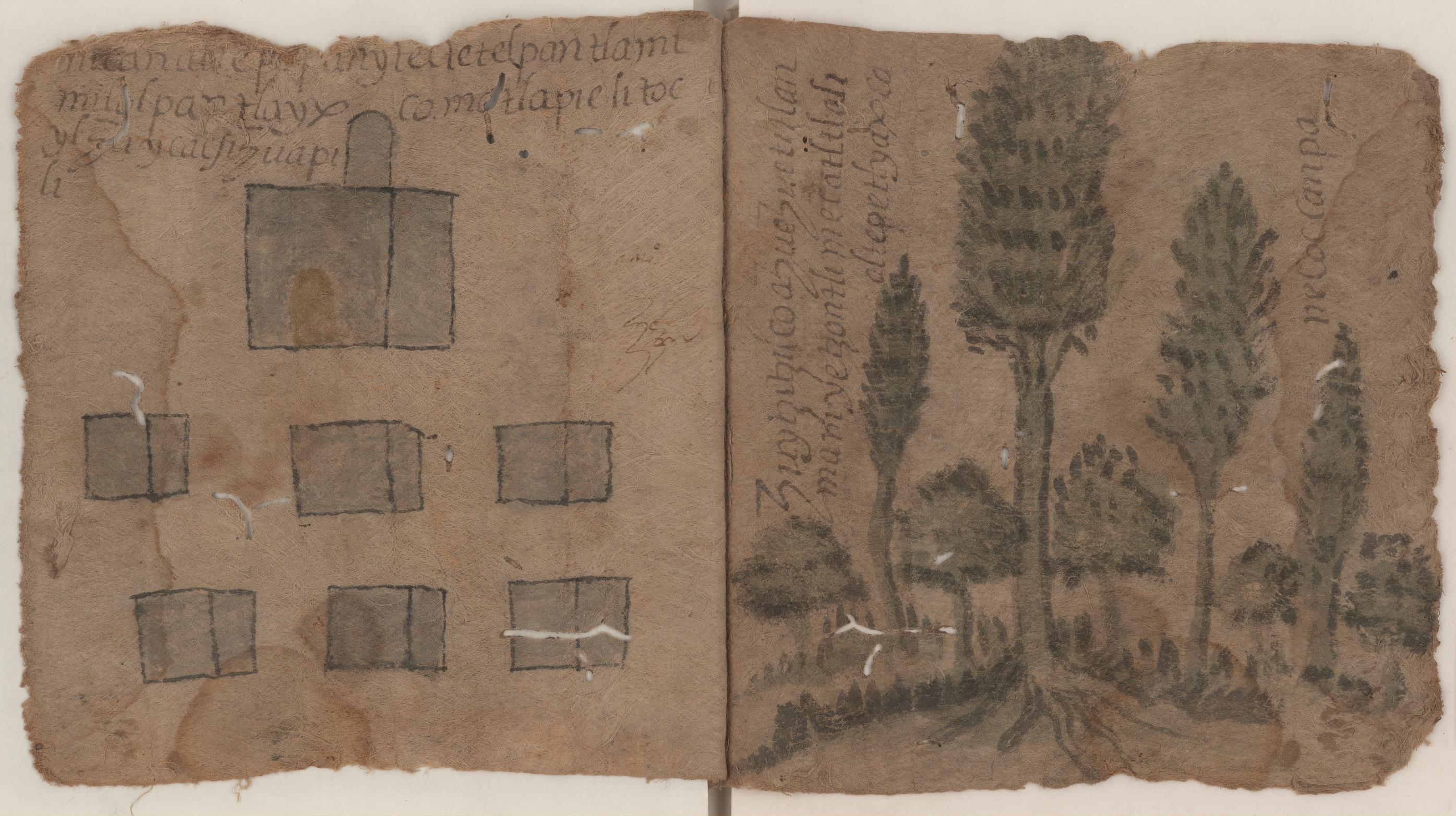
iglesia y viviendas
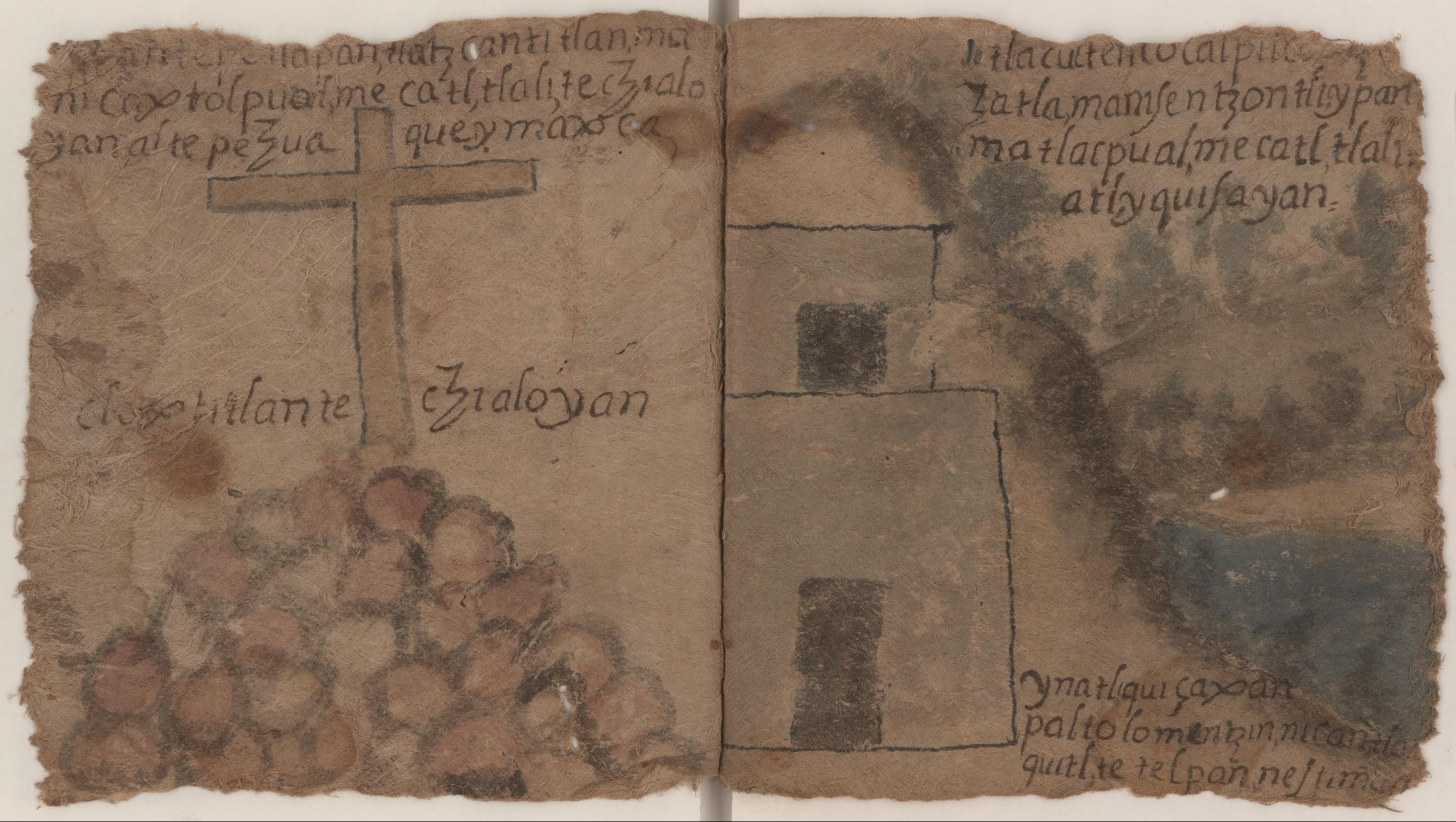
cruz en una colina
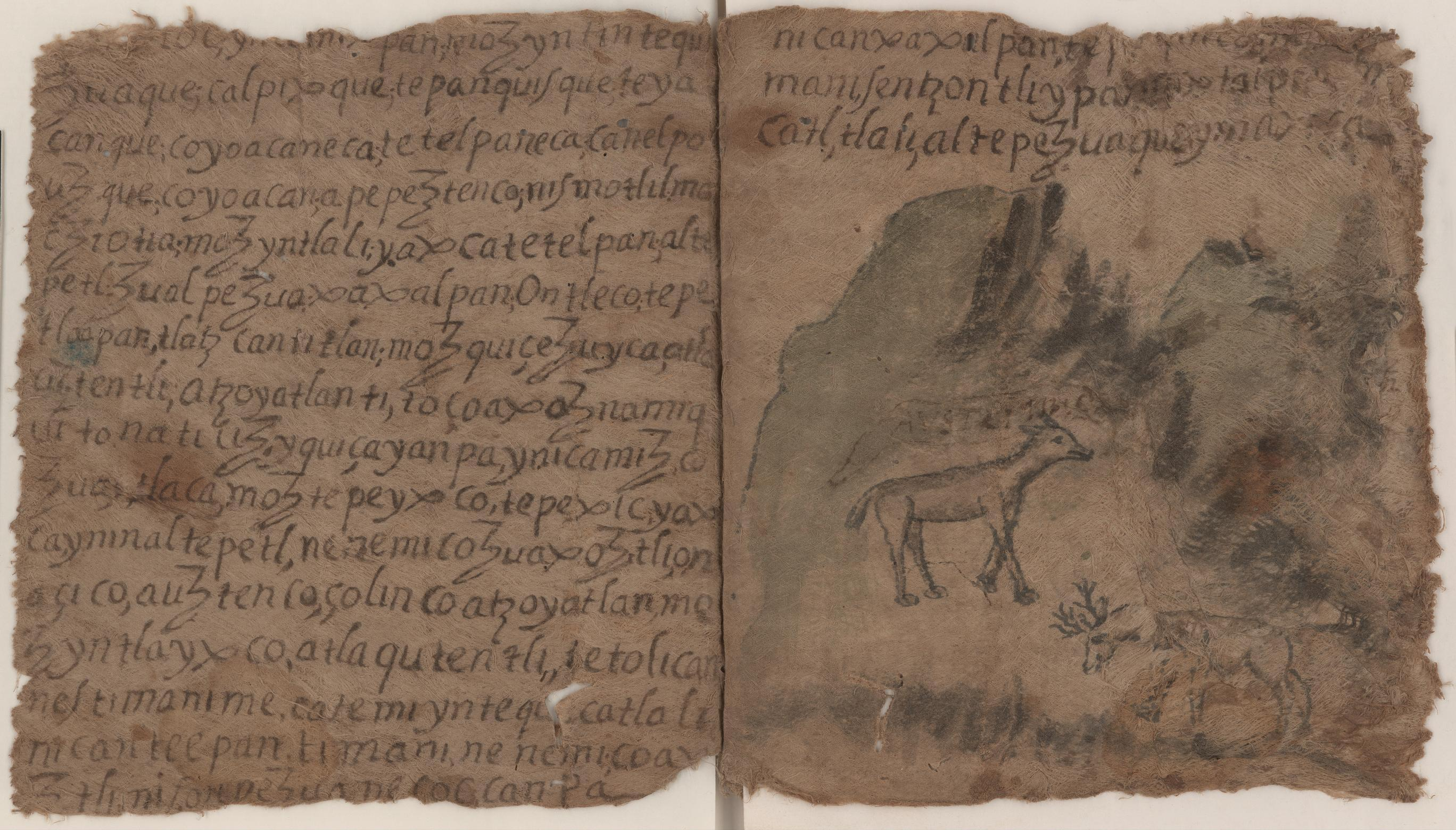
ciervos
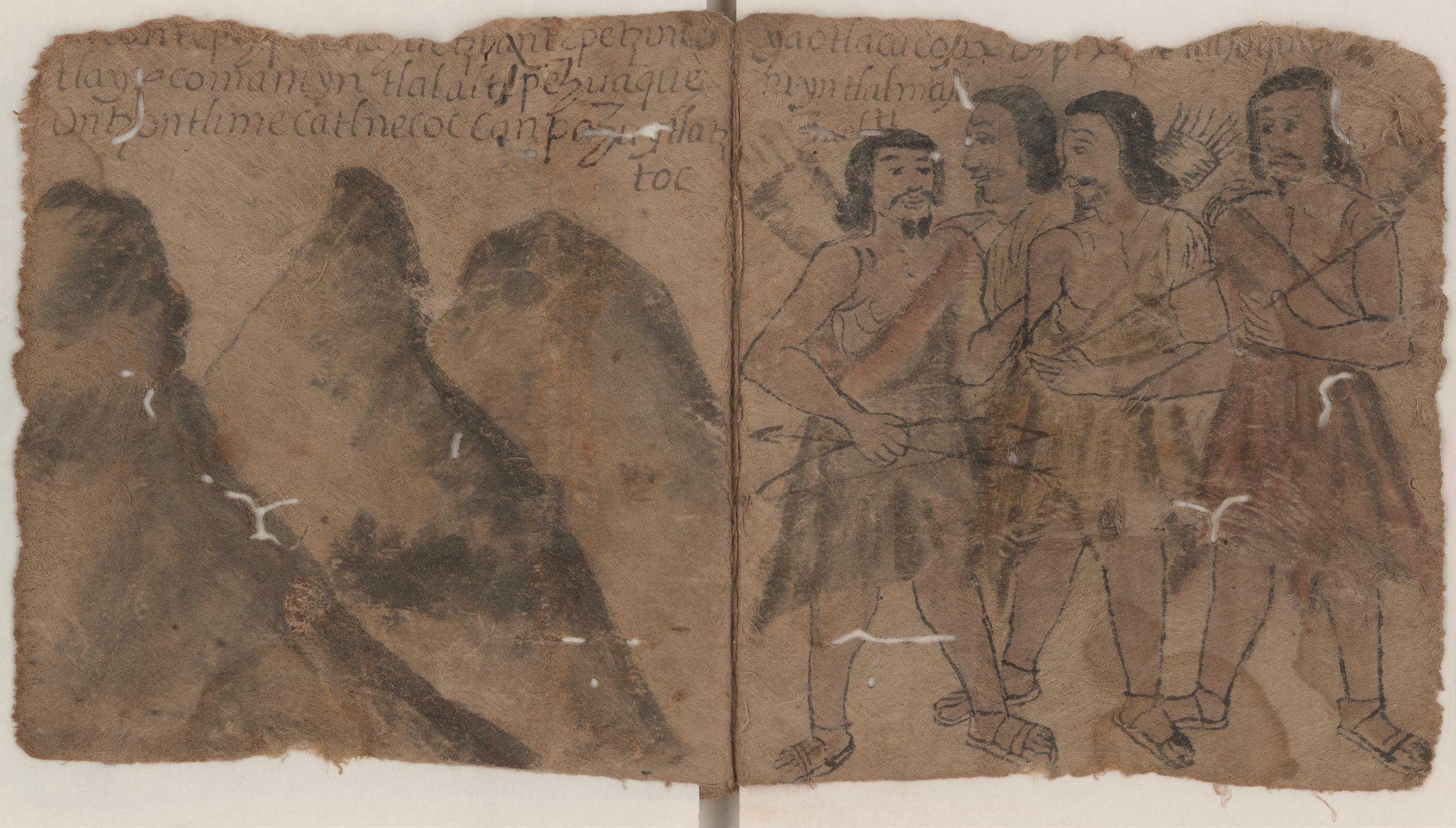
indígenas mexicanos y montañas
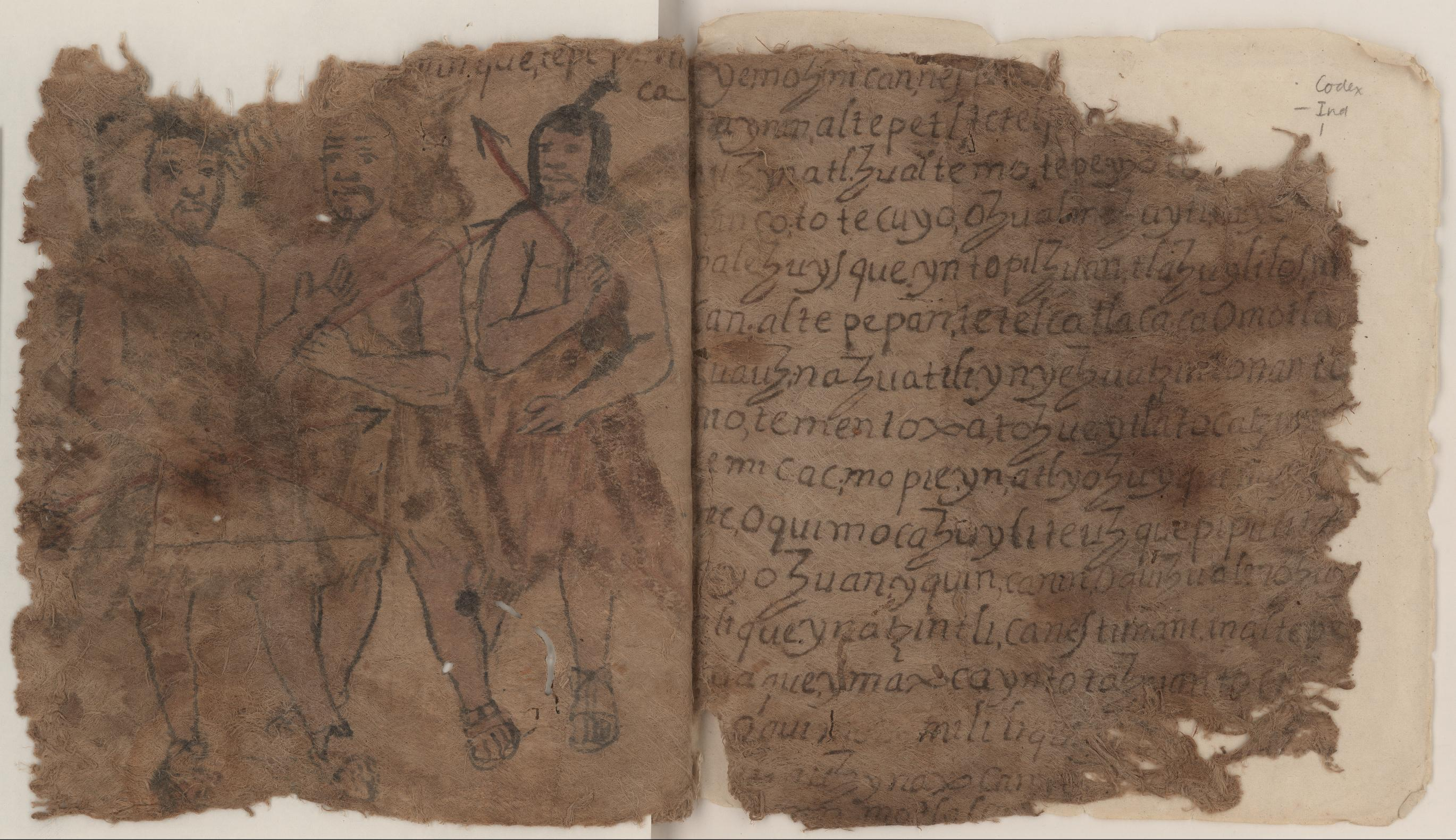
indígenas mexicanos
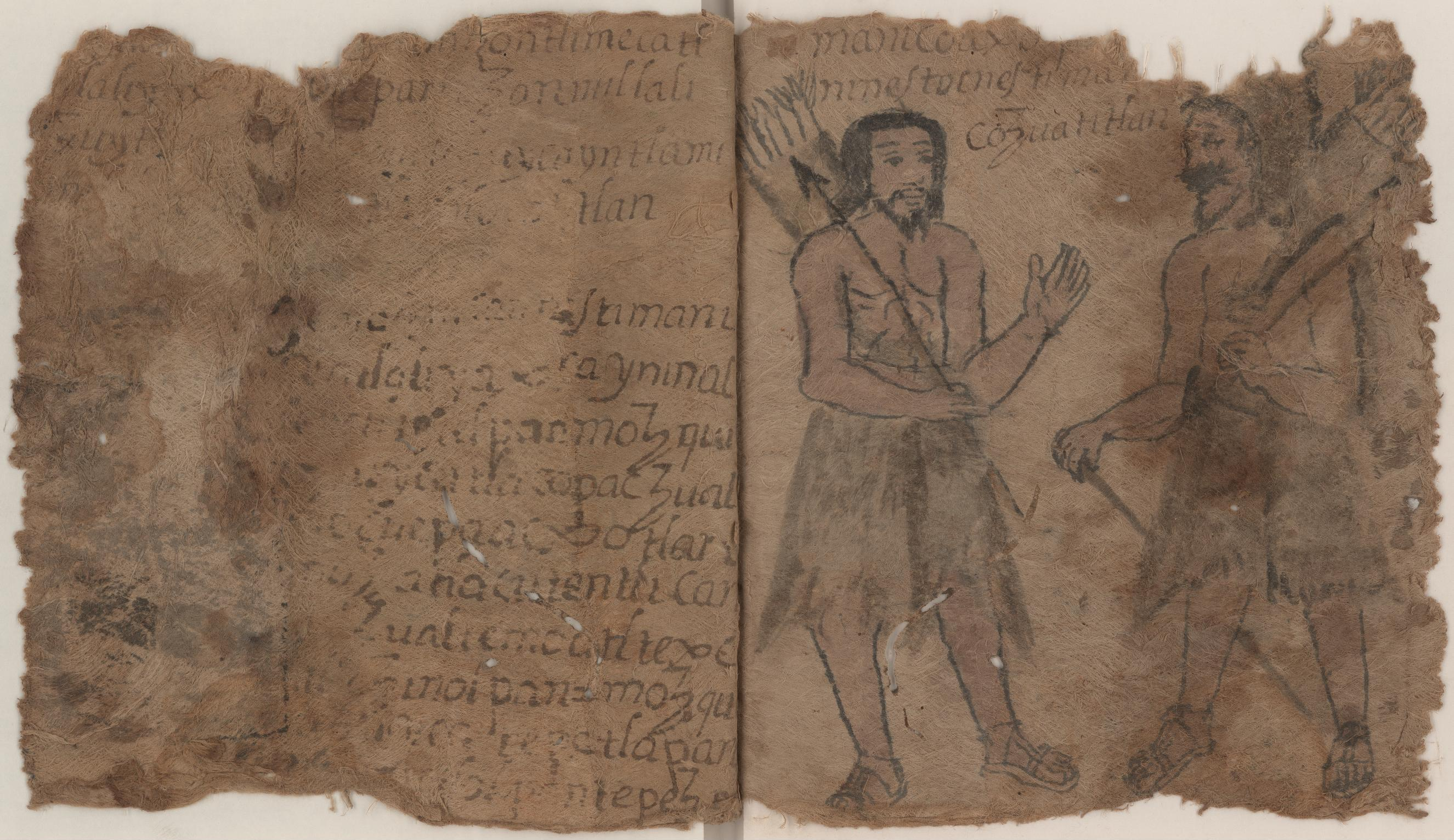
indígenas mexicanos y montañas
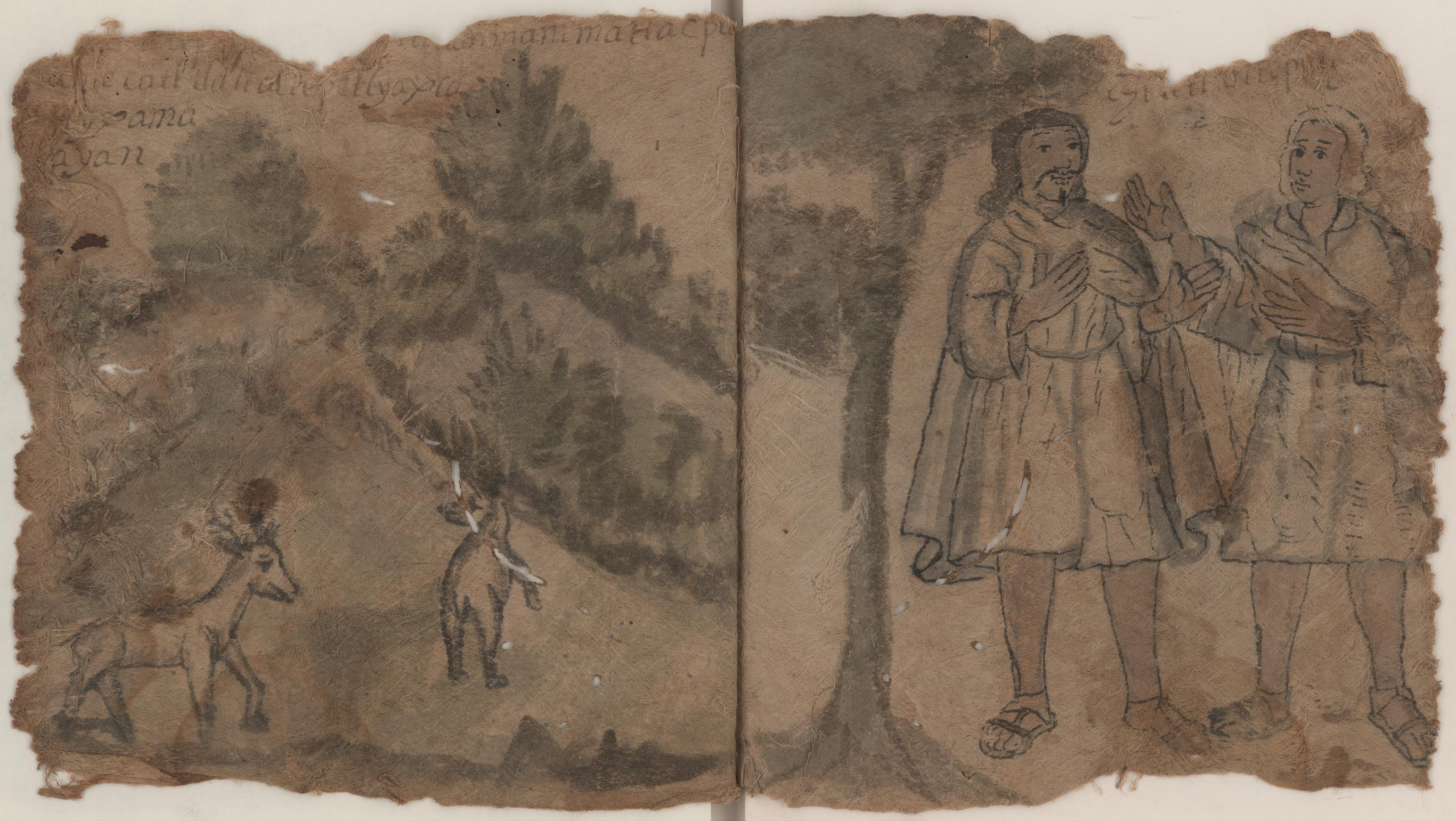
indígenas mexicanos y ciervos
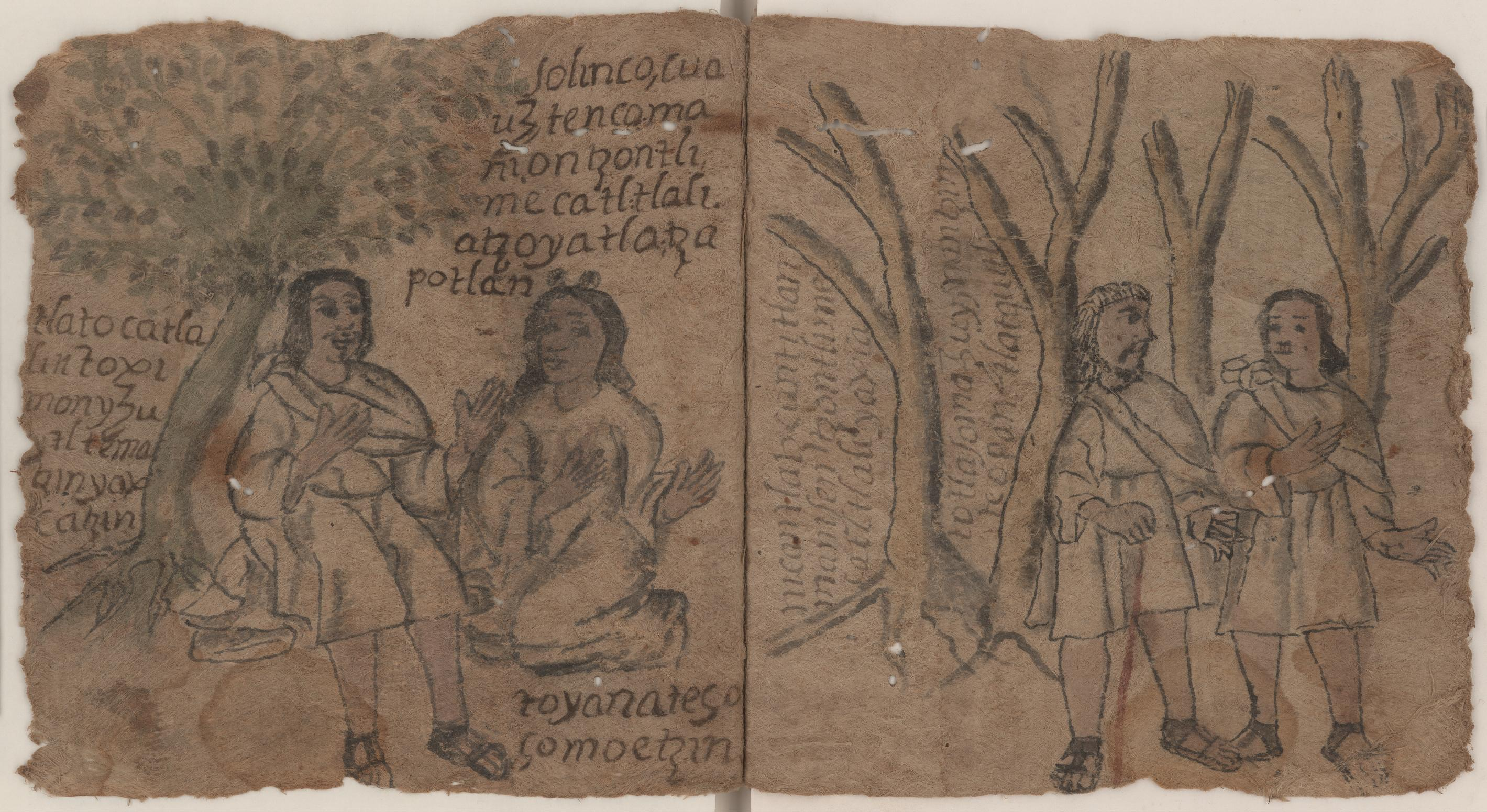
indígenas mexicanos en un bosque
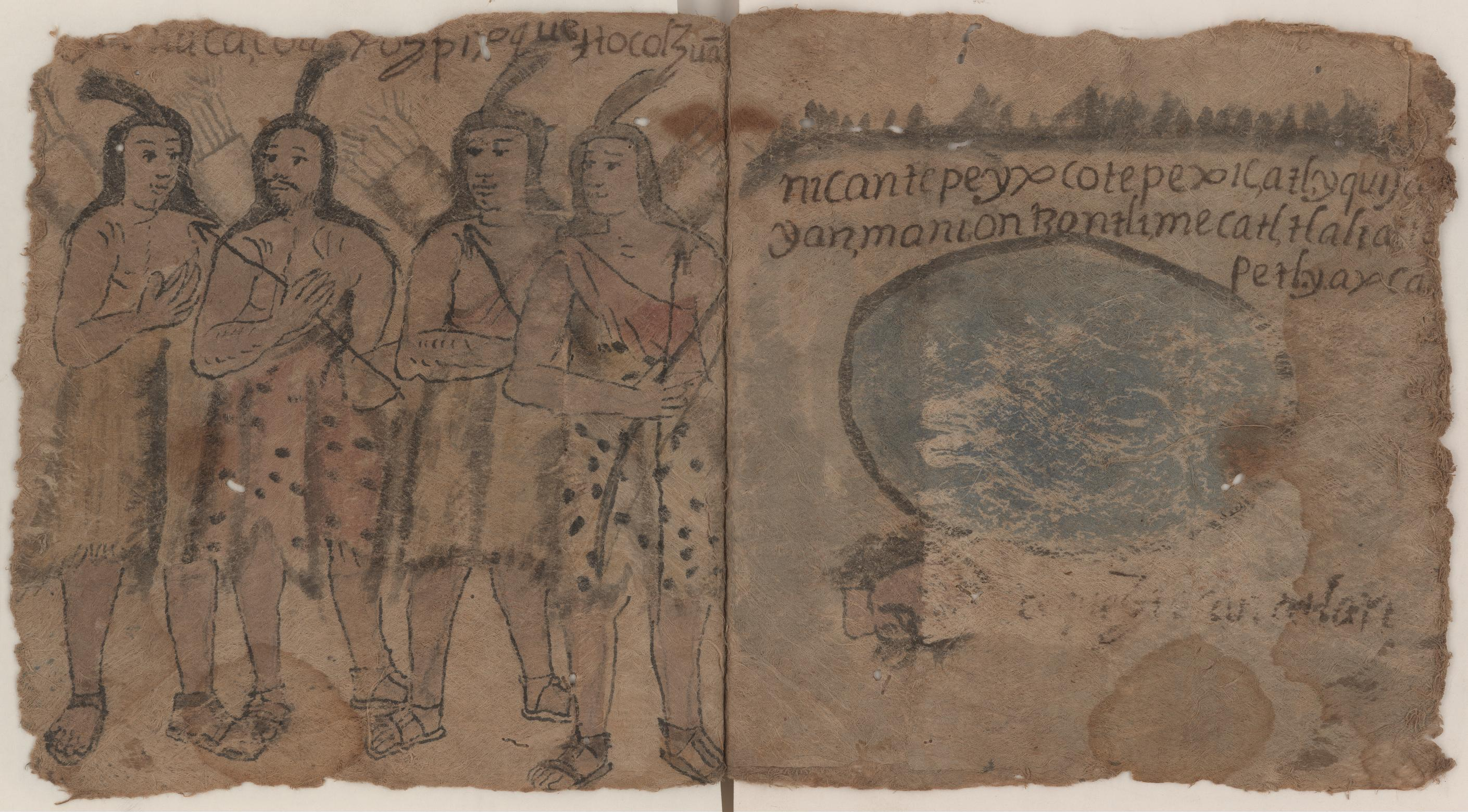
indígenas mexicanos y un lago
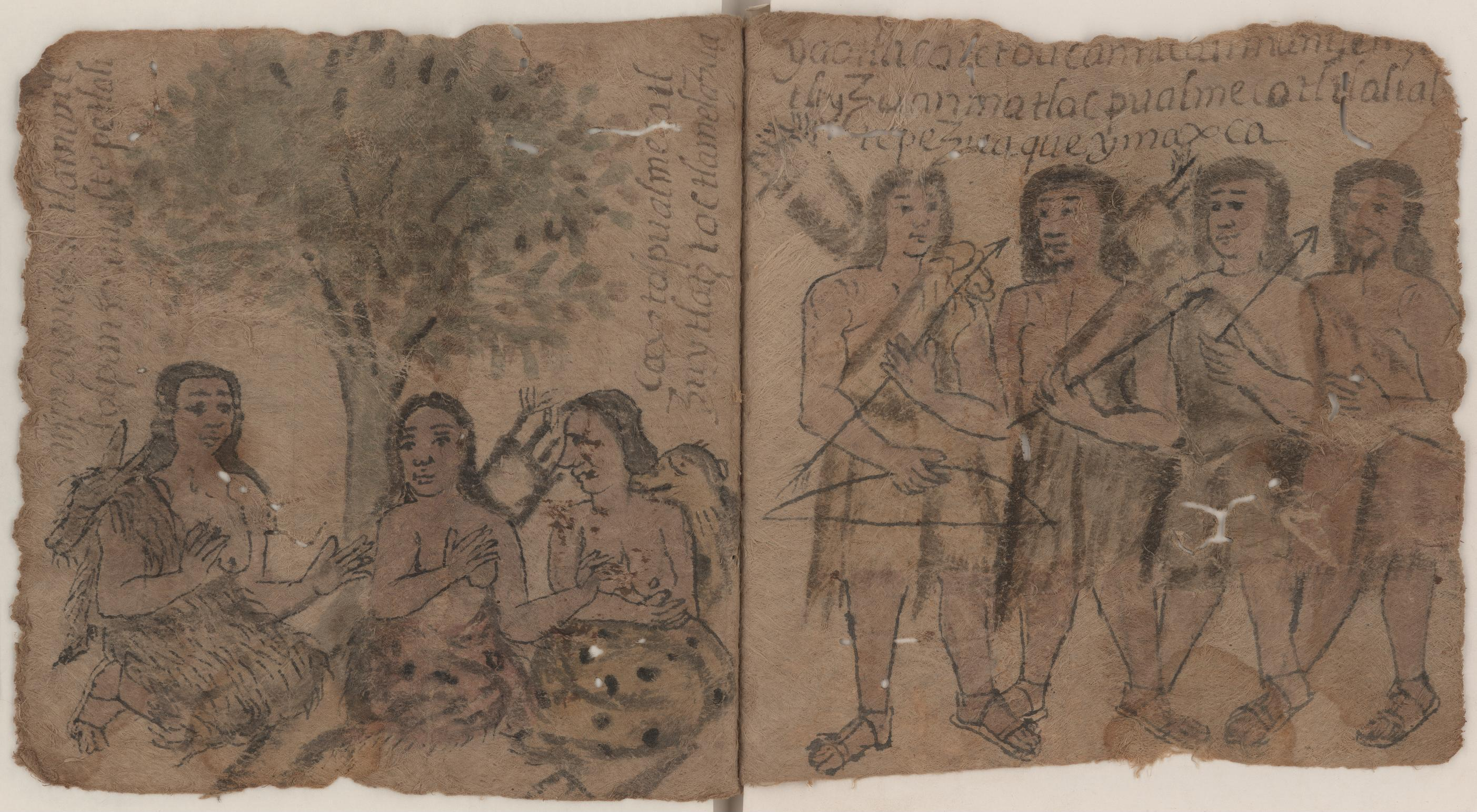
indígenas mexicanos debajo de un árbol
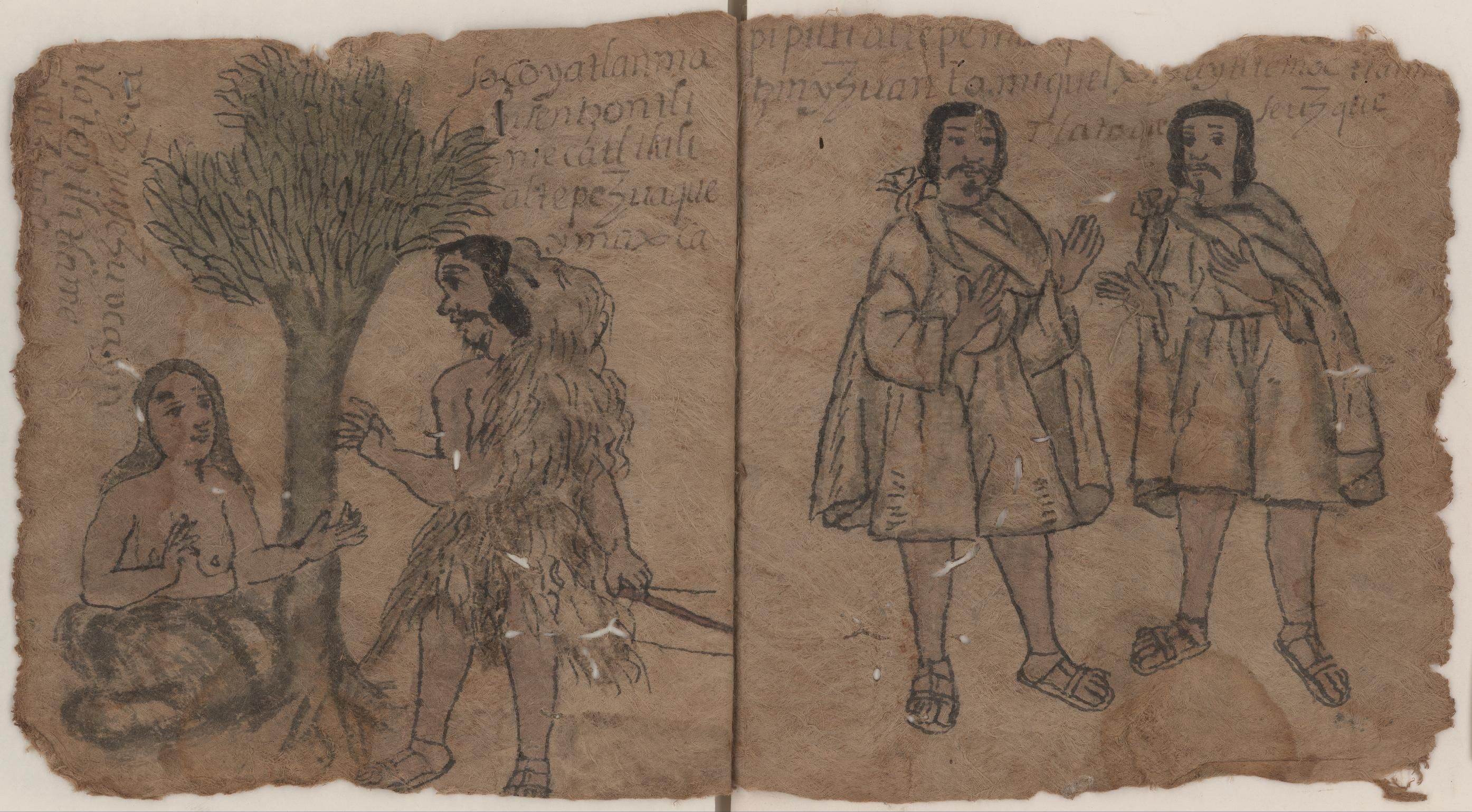
indígenas mexicanos debajo de un árbol

- Datos: Q108498228
- Multimedia: Códice Santa María Tetelpan / Q108498228